# 요한 루드비 헤이베르

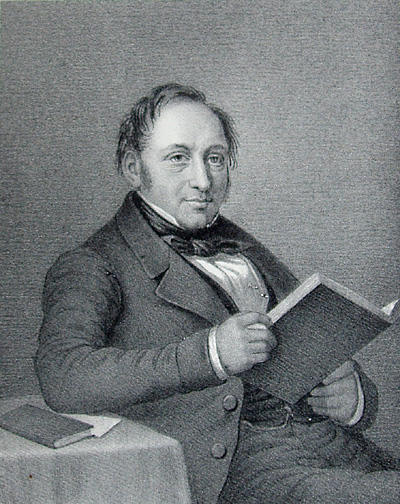
요한 루드비 헤이베르

요한 루드비 헤이베르(덴마크어: Johan Ludvig Heiberg, 1791년 12월 14일 ~ 1860년 8월 25일)는 덴마크의 시인, 극작가, 문학 비평가이다.

## 생애
1791년 코펜하겐에서 작가 겸 철학자인 페테르 안드레아스 헤이베르(Peter Andreas Heiberg, 1758년 ~ 1841년)와 작가인 토마시네 크리스티네 길렘보르그에렌스베르트 남작부인(Thomasine Christine Gyllembourg-Ehrensvärd, 1773년 ~ 1856년) 부부의 아들로 태어났다. 1800년에는 그의 아버지가 덴마크 정부에 비판적인 문학 작품을 발표한 사건으로 인해 아버지와 함께 프랑스 파리로 추방당하고 만다.
1817년에 덴마크로 귀환한 이후에 코펜하겐 대학교에서 교육을 받았고 1819년에는 덴마크 정부로부터 국비 유학생으로 선발되었다. 1822년부터는 킬 대학교에서 덴마크어 교수로 근무했지만 1825년에 코펜하겐으로 귀환하면서부터 보드빌 작품을 집필하게 된다. 그의 희곡 작품은 프랑스의 희곡 작품 양식을 기반으로 하면서 단어와 음악의 조화를 통해 덴마크 특유의 보드빌 양식을 형성했다는 점이 특징이다.
1827년부터 1830년까지 코펜하겐에서 문학 신문 《플뤼베네 포스트》(Flyvende Post)의 편집장으로 근무하면서 낭만주의 문학을 비판하는 비평을 발표했다. 또한 게오르크 빌헬름 프리드리히 헤겔의 철학, 신(神)에 관한 헤겔의 인식, 기독교의 관점에서 본 헤겔의 사상을 연구한 철학 서적을 집필했다.
1831년에는 덴마크의 연극 배우였던 요하네 루이세 헤이베르(Johanne Luise Heiberg, 1812년 ~ 1890년, 결혼 이전의 성(姓)은 페트게스(Pätges))와 결혼했다. 1849년부터는 코펜하겐에 위치한 덴마크 왕립극장에서 연출가로 근무했다. 1860년 링스테드 근교에서 사망했다.

## 주요 작품
- 《꼭두각시 극장》 (Marionettheater, 1814년)
- 《크리스마스 농담과 새해 장난》 (Julespøg og Nytårsløjer, 1816년)
- 《프시케》 (Psyche, 1817년)
- 《튀코 브라헤의 예언》 (Tycho Brahes Spaadom, 1817년)
- 《니나》 (Nina, 1822년)
- 《솔로몬 왕과 모자 제조업자 예르겐》 (Kong Salomon og Jørgen Hattemager, 1825년)
- 《만우절》 (Aprilsnarrene, 1826년)
- 《로센보르 정원에서의 모험》 (Et Eventyr i Rosenborg Have, 1827년)
- 《요정의 언덕》 (Elverhøj, 1828년)
- 《키에게 후스코르스》 (Kjøge Huskors, 1831년)
- 《파리의 덴마크인》 (De danske i Paris, 1832년)
- 《파타 모르가나》 (Fata Morgana, 1838년)
- 《사후의 영혼》 (En sjael efter døden, 1841년)